# Averett University
Averett University är ett privat universitet i Danville i Virginia i USA, grundat 1859. Universitetet är baptistiskt men välkomnar studerande av alla trosinriktningar och även icke-troende. Ursprungligen grundades utbildningsinstitutionen som en skola för unga kvinnor.